# Мазовецьке воєводство (1529—1795)
Мазове́цьке воєво́дство (лат. Palatinatus Masoviensis, пол. Województwo mazowieckie) — адміністративно-територіальна одиниця Королівства Польського та Корони Польської в Речі Посполитій. Існувало в 1529—1795 роках. Створене на основі земель Мазовецького князівства. Входило до складу Великопольської провінції. Належало до регіону Мазовія. Розташовувалося в західній частині Речі Посполитої, на сході Мазовії. Головне місто — Варшава. Очолювалося мазовецькими воєводами. Сеймик воєводства збирався у Варшаві. Мало представництво із 8 сенаторів у Сенаті Речі Посполитої. Складалося з 25 повітів. Станом на 1791 рік площа воєводства становила 22 571,77 км². Населення в 1790 році нараховувало 402 368 осіб. Ліквідоване 1795 року під час третього поділу Речі Посполитої. Більша територія воєводства увійшла до складу провінції Нова Східна Пруссія королівства Пруссія, менша — до новоутвореного краю Нова Галичина Австрійської монархії.

## Повіти
- Блонський повіт → Блоне (Варшавська земля)
- Варкський повіт → Варка (Черська земля)
- Варшавський повіт → Варшава (Варшавська земля)
- Васошський повіт → Васош (Візенська земля)
- Вишгородський повіт → Вишгород (Вишогородська земля)
- Візенький повіт → Візна (Візенська земля)
- Гроєцький повіт → Гроєць (Черська земля)
- Закрочимський повіт → Закрочим (Закрочимська земля)
- Замбровський повіт → Замбров (Ломжинська земля)
- Кам'янецький повіт → Кам'янець (Нурська земля)
- Кольненський повіт → Кольно (Ломжинська земля)
- Лівський повіт → Лів (Лівська земля)
- Ломжинський повіт → Ломжа (Ломжинська земля)
- Маковський повіт → Маков (Рожанська земля)
- Новоміський повіт → Нове-Місто (Закрочимська земля)
- Нурський повіт → Нур (Нурська земля)
- Островський повіт → Остров (Нурська земля)
- Остроленцький повіт → Остроленка (Ломжинська земля)
- Пшасниський повіт → Пшасниш (Цехановська земля)
- Радзіловський повіт → Радзілов (Візенська земля)
- Рожанський повіт → Рожан (Рожанська земля)
- Сахоцький повіт → Сахоцін (Цехановська земля)
- Тарчинський повіт → Тарчинь (Варшавська земля)
- Цехановський повіт → Цеханов (Цехановська земля)
- Черський повіт → Черськ (Черська земля)